# Lévis-Saint-Nom
Lévis-Saint-Nom is een gemeente in het Franse departement Yvelines (regio Île-de-France) en telt 1696 inwoners (1999). De plaats maakt deel uit van het arrondissement Rambouillet.

## Geografie
De oppervlakte van Lévis-Saint-Nom bedraagt 8,3 km², de bevolkingsdichtheid is 204,3 inwoners per km².
De onderstaande kaart toont de ligging van Lévis-Saint-Nom met de belangrijkste infrastructuur en aangrenzende gemeenten.

## Demografie
Onderstaande figuur toont het verloop van het inwonertal (bron: INSEE-tellingen).